# Havfruen
„Havfruen” – nazwa noszona na przestrzeni dziejów przez okręty Kongelige Danske Marine:
- „Havfruen” – okręt podwodny typu Havmanden z początku XX wieku[1]
- „Havfruen” – okręt podwodny typu Havmanden z lat 30. XX wieku[2]
- „Havfruen” (P533) – okręt patrolowy typu Daphne z lat 60. XX wieku[3]
- „Havfruen” (P522) – okręt patrolowy typu Diana z początku XXI wieku[4]